# クラニオセイクラル・バイオダイナミクス
クラニオセイクラル・バイオダイナミクス（Craniosacral Biodynamics、生体動力学的アプローチによる頭蓋仙骨療法）は、オステオパシーの療法のうちの１つである。

## 概要
クラニオセイクラル（別名 頭蓋仙骨療法、クラニオ、クレニオ、クラニアルセイクラル・セラピー）は、オステオパシーの創始者であるDr．アンドリュー・テイラー・スティルの直弟子だったウイリアム・ガーナー・サザーランドによって開発された。
クラニオセイクラルは、これまで施術者が外力を加えることによって頭蓋仙骨系の関節の動きを調整し、症状を和らげるという、アプローチに重点がおかれていた。しかし近年、より穏やかで繊細なタッチを用いるアプローチが開発され、世界的に影響力を広げつつある。後者は自分たちの方法をバイオダイナミックなアプローチと呼び、それと区別するために前者の方法をバイオメカニカル（生体機械論的）なアプローチと呼んでいる（従って、前者が自ら「私たちのクラニオセイクラルはバイオメカニカルなアプローチです」と言っているわけではない）。
なお、バイオダイナミックとは辞書的には「生体力学的」という意味だが、バイオメカニカルなアプローチが解剖・生理に基づいた主に形態的な（あるいは機械論的な）面からの施術であるのに対して、人間を部分の集合体ではない「一つのもの」としてとらえて施術するという考え方を取っているという意味では、「生体全体論的」と解釈するのが、より正確だろう。
バイオメカニカルなクラニオセイクラルの代表的なものがジョン・アプレジャーの開発したクラニオセイクラル・セラピー(CST)であり、世界的に見てもクラニオセイクラルとして行われているものの大半がこのCSTである。そしてバイオダイナミックなクラニオセイクラルの代表的なものがマイケル・ケーンやフランクリン・シルズらの提唱するクラニオセイクラル・バイオダイナミクスである。
バイオダイナミクスでは、クライアントの体内で作用する力 (フォース）や 第１次呼吸と呼ばれる潮流（タイド）、治癒力（ポーテンシー）、体液の流れ、組織の状態などに耳を傾け、クライアントの持つ健全さや内側から起こってくる自己調整をサポートすることを目的としている。

## 歴史
クラニオセイクラル・バイオダイナミクスの歴史は、1900年代初頭のDr．サザランド(1873‐1954) のある発見から始まる。
当時オステオパシーを学んでいたサザランドは、解体された頭蓋骨の縫合を観察して、側頭骨と魚のえらとの類似性に着目し、頭蓋骨と呼吸が関係しているのではないかという仮説を立てた。その後自分自身や家族への実験や調査を繰り返し、癒合して固まっている頭蓋骨には呼吸に似た僅かな動きがあること、頭蓋骨の呼吸の様な動きは体液と関連が有ることを仮説として打ちたて、それに基づいて臨床を重ねた。
その後、サザランドの弟子であるDr．ローリン ベッカー(1910‐1996) らによって更に研究が重ねられ、70～80年代にはDr．アプレジャーらのミシガン州立大学における研究によって実際に頭蓋骨が一定のリズムを持って動いていることが証明された。

## 理論
クラニオセイクラル・バイオダイナミクスでは、身体の生理や波動現象、エネルギー現象を説明するにあたり、解剖学・生理学・胎生学・神経学・心理学などのほか、『道徳経（老子）』や『易経』、『般若心経』などの東洋哲学、相対論、量子論などの現代物理学も利用されている。

## 関連Webサイト
- International Affiliation of Biodynamic Trainings（教育機関）
- クラニオセイクラル・バイオダイナミクス[リンク切れ]